# Wicksit
Wicksit ist ein sehr selten vorkommendes Mineral aus der Mineralklasse der „Phosphate, Arsenate und Vanadate“. Es kristallisiert im orthorhombischen Kristallsystem mit der Formel NaCa2(Fe2+,Fe3+,Mn2+,Mg)6[PO4]6 · 2 H2O, ist also chemisch gesehen ein wasserhaltiges und komplex zusammengesetztes Natrium-Calcium-Phosphat. Die zusätzlichen, in den runden Klammern angegebenen Elemente Eisen, Mangan und Magnesium können sich in der Formel jeweils gegenseitig vertreten (Substitution, Diadochie), stehen jedoch immer im selben Mengenverhältnis zu den anderen Bestandteilen des Minerals.
Wicksit ist im Allgemeinen undurchsichtig und nur in dünnen Schichten durchscheinend. Er entwickelt selten tafelige und gestreifte Kristalle, die dann aber bis zu einem Zentimeter groß werden können. Meist findet er sich in Form körniger bis massiger Mineral-Aggregate. Seine Farbe variiert zwischen Dunkelblau und Dunkelgrün bis fast Schwarz. Auf der Strichtafel hinterlässt Wicksit allerdings einen deutlich grünen Strich.

## Etymologie und Geschichte
Erstmals entdeckt wurde Wicksit am Big Fish River nahe Dawson im Yukon-Territorium von Kanada und beschrieben 1981 durch Bozidar Darko Sturman, Donald R. Peacor und Pete J. Dunn, die das Mineral nach Frederick John Wicks benannten, dem Kurator der mineralogischen Sammlung des Royal Ontario Museum.
Das Typmaterial des Minerals wurde in der Sammlung des Royal Ontario Museums (Register-Nr. M373U) und einige Fragmente des Minerals im Smithsonian Institution (Register-Nr. NMNH 145607) und in der nationalen Mineral-Sammlung des Geological Survey of Canada (Register-Nr. 61309) hinterlegt.

## Klassifikation
In der veralteten 8. Auflage der Mineralsystematik nach Strunz war der Wicksit noch nicht aufgeführt.
In der zuletzt 2018 überarbeiteten Lapis-Systematik nach Stefan Weiß, die formal auf der alten Systematik von Karl Hugo Strunz in der 8. Auflage basiert, erhielt das Mineral die System- und Mineralnummer VII/C.18-010. Dies entspricht der Klasse der „Phosphate, Arsenate und Vanadate“ und dort der Abteilung „Wasserhaltige Phosphate, ohne fremde Anionen“, wo Wicksit zusammen mit Bederit, Grischunit, Maneckiit, Tassieit und Walentait eine unbenannte Gruppe mit der Systemnummer VII/C.18 bildet.
Die von der International Mineralogical Association (IMA) zuletzt 2009 aktualisierte 9. Auflage der Strunz’schen Mineralsystematik ordnet den Wicksit in die Klasse der „Phosphate, Arsenate und Vanadate“ und dort in die Abteilung „Phosphate usw. ohne zusätzliche Anionen; mit H2O“ ein. Hier ist das Mineral in der Unterabteilung „Mit großen und mittelgroßen Kationen; RO4 : H2O > 1 : 1“ zu finden, wo es zusammen mit Bederit, Grischunit und Tassieit die „Wicksitgruppe“ mit der Systemnummer 8.CF.05 bildet.
In der vorwiegend im englischen Sprachraum gebräuchlichen Systematik der Minerale nach Dana hat Wicksit die System- und Mineralnummer 40.02.10.01. Das entspricht der Klasse der „Phosphate, Arsenate und Vanadate“ und dort der Abteilung „Wasserhaltige Phosphate etc.“. Hier findet er sich innerhalb der Unterabteilung „Wasserhaltige Phosphate etc., mit A2+(B2+)2(XO4) × x(H2O)“ in einer unbenannten Gruppe mit der Systemnummer 40.02.10, in der auch Bederit und Tassieit eingeordnet sind.

## Bildung und Fundorte
Wicksit bildet sich in Nestern eingebettet in Schiefer und Eisenstein-Formationen. Als Begleitminerale treten unter anderem Ludlamit, Marićit, Satterlyit, Pyrit, Quarz, Vivianit und Wolfeit auf.
Wicksit konnte bisher (Stand: 2012) nur in wenigen Proben aus drei Fundorten nachgewiesen werden. Neben seiner Typlokalität Big Fish River im Bergbaugebiet Dawson in Kanada sind dies noch Hålsjöberg nahe Torsby (Värmland) in Schweden und die „Bull Moose Mine“ bei Custer (South Dakota) in den USA.

## Kristallstruktur
Wicksit kristallisiert orthorhombisch in der Raumgruppe Pcab (Raumgruppen-Nr. 61, Stellung 2) mit den Gitterparametern a = 12,52 Å; b = 12,91 Å und c = 11,65 Å sowie 4 Formeleinheiten pro Elementarzelle.